# Vorausblende
In der Literatur und im Film bezeichnet Vorausblende (auch Prospektive) eine nicht-lineare, nicht-chronologische Erzähltechnik. Sie wird auch Flash-forward, Vorausdeutung (Eberhard Lämmert) oder Prolepsis (Gérard Genette) genannt.
Unter Vorausblende (Flash-forward) versteht man ein Ereignis (Einstellung oder Szene im Film), welches die Chronologie der Hauptgeschichte unterbricht, indem Bilder oder Handlungsteile vorweggenommen werden, die in der Hauptgeschichte erst später folgen. 
Die Vorausblende kann aus gestaltungstechnischen Gründen zum Einsatz kommen oder inhaltlich motiviert sein. Ein Beispiel für einen inhaltlich begründeten Einsatz ist die Visualisierung der präkognitiven Fähigkeiten des Protagonisten in Die letzte Flut (1977) von Peter Weir. Dagegen sind die Vorausblenden in Keoma – Das Lied des Todes (1976) von Enzo G. Castellari eher ein visuelles Gestaltungsmittel, deren Einsatz inhaltlich nicht zwingend erforderlich wäre.
Das Gegenstück zur Vorausblende ist die (weitaus häufiger eingesetzte) Rückblende.